# El silencio de otros
El silencio de otros és un documental espanyol de 2018, dirigit per Almudena Carracedo i Robert Bahar, que retrata la lluita silenciada de les víctimes de la dictadura de Francisco Franco. Des de la seva estrena, ha rebut molts premis i nominacions en certàmens de cinema nacionals i internacionals, entre els quals destaquen el premi del Públic en la secció Panorama i el Premi Cinema per la Pau en la Berlinale 2018, el premi Goya, el premi Platino i el premi Forqué a la millor pel·lícula documental, i el Gran Premi del Jurat al Sheffield Doc Fest. El silencio de otros fou preseleccionada per l'Oscar al millor documental i nominada als Premis del Cinema Europeu.

## Sinopsi

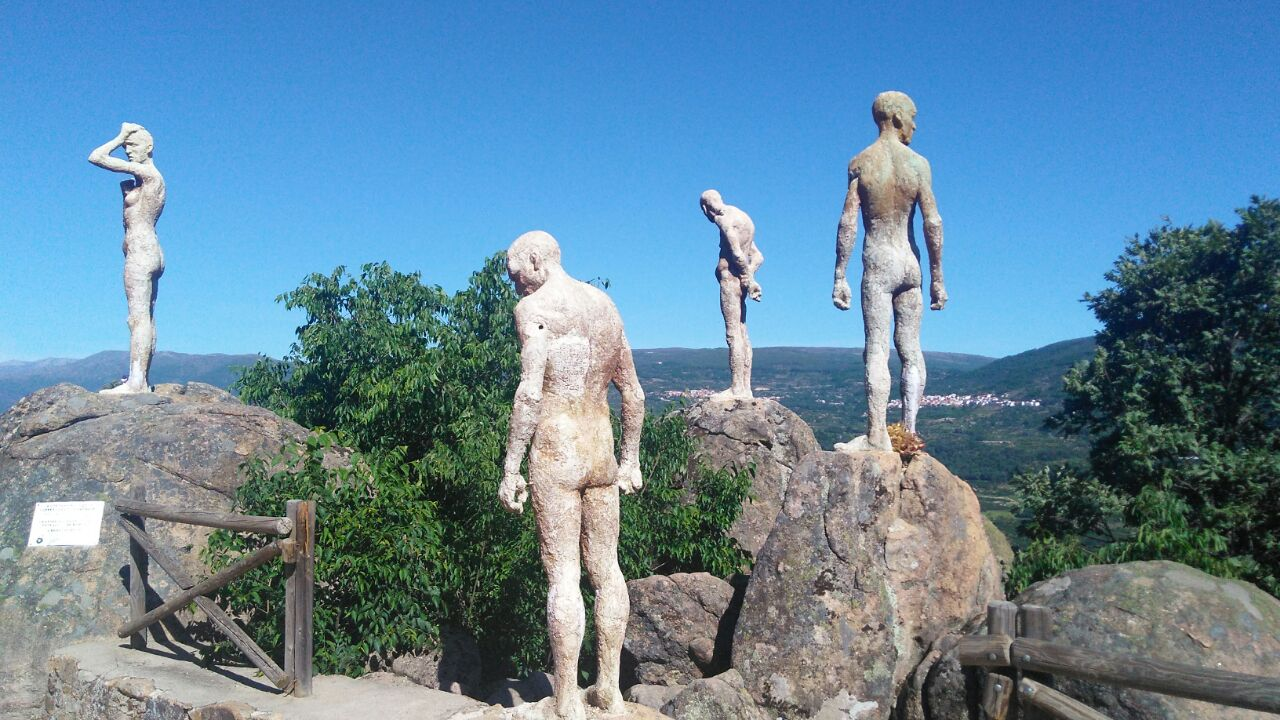
Imatge del Mirador de la Memoria a Càceres, de l'artista Francisco Cedenilla Carrasco.

La pel·lícula, filmada al llarg de sis anys amb un estil de cinema directe i intimista, acompanya a víctimes i supervivents del règim franquista involucrats en la denominada “Querella argentina” que es va posar en marxa el 14 d'abril de 2010 davant els tribunals de justícia de l'Argentina. L'objectiu d'aquesta acció legal era aconseguir que s'investiguessin els crims de lesa humanitat comesos pels integrants de la dictadura franquista, s'identifiqués als seus responsables i se'ls sancionés penalment.
Emparats en la legislació internacional de l'ONU sobre Justícia Universal, les víctimes del franquisme presentem al Jutjat Nacional al Criminal i Correccional Federal Núm. 1, de Buenos Aires, República Argentina, a càrrec de la Jutgessa María Servini de Cubría, la Querella 4591/2010, nominada “N.N. per genocidi i/o crims de lesa humanitat comesos a Espanya per la dictadura franquista entre el 17 de juliol de 1936, començament del cop cívic militar, i el 15 de juny de 1977, data de celebració de les primeres eleccions democràtiques”.
La pel·lícula acompanya a víctimes supervivents del règim franquista en el seu procés de cerca de justícia. La directora i el director entrevisten persones que no han pogut localitzar als seus difunts assassinats, desitjant donar-los sepultura; també a dones els fills nounats de les quals els van ser arrabassats, per a acabar amb aquells que protestaven davant la dictadura i van ser torturats. En tots els casos es posen noms, rostres i llàgrimes a totes aquestes persones. El documental, produït en associació amb El Deseo de Esther García Rodriguez i Agustín i Pedro Almodóvar, compte la cerca aquestes milers de persones desaparegudes durant l'època de Franco i la lluita contra l'oblit dels qui encara continuen reclamant justícia per als seus familiars.

## Recepció í crítica
El silencio de otros ha estat ben rebuda tant pel públic com per la crítica cinematogràfica, convertint-se en la pel·lícula amb la tercer millor mitjana per còpia en la setmana de la seva estrena en cinemes a Espanya, el 16 de novembre de 2018, i rebent més de 30 premis a nivell nacional i internacional (veure Premis i Nominacions) des de la seva estrena en la Berlinale al febrer de 2018, incloent el Premi del Público i el Premi del Cinema per la Pau en la Berlinale 2018. A més de guanyar el Goya, el Forqué i el Platino, va ser un dels cinc documentals nominats a Millor Documental Europeu als Premis del Cinema Europeu (EFA). L'Acadèmia de Hollywood també ha reconegut a El silencio de otros, sent un dels quinze documentals preseleccionats en la shortlist que va optar a la nominació a Millor Documental en la 91 edició dels Premis Oscar.
La premsa es va fer ressò de la pel·lícula des de la seva estrena en la Berlinale, destacant que El silencio de otros “recorda a les milers de víctimes de la dictadura que encara lluiten perquè es faci justícia” (El País) i el “doble premi a la memòria històrica” (El Mundo). Segons el crític Carlos Boyero, es tracta d'una actual història de la infàmia, i celebra que tantes víctimes narrin davant de la cambra el sofriment i les tortures a les quals van ser sotmeses i que això pugui servir per a aconseguir justícia. Carlos Loureda escriu per a Fotogramas que El silencio de otros és “el documental més necessari dels últims 80 anys a Espanya” i la revista Cinemanía considerava el documental “colpidor i clarivident”.
La premsa i crítica internacional ha estat també unànime, amb destacats mitjans internacionals com Le Monde, The Hollywood Reporter, The Guardian, O'Globo, The New Yorker, ScreenDaily, o Democracy Now!, entre d'altres, ressaltant l'impactant i necessari del documental i la rigorositat i tacte amb el qual es tracta el tema. Segons ScreenDaily, “El Silencio Otros emergeix com un emocionant homenatge a les petites victòries de les i els individus amb determinació”; The Hollywood Reporter destaca que es tracta de “un documental emocionant... una història molt necessària, comptada amb rigor i convicció”; mentre que el diari Le Monde ressaltava “la força dramàtica de la narració” i Film Inquiry la situava estilísticament entre Nostalgia de la Luz i The Act of Killing. Los Angeles Times lloava l'estil del documental: "Carracedo i Bahar sàviament mantenen la càmera explorant i enfocant-se en les cares apassionades dels seus subjectes, permetent que els seus esquinçadors testimoniatges siguin el centre d'atenció". Ben Kenigsberg del The New York Times ressalta de la mateixa manera que la pel·lícula “esglaia en mostrar com els vestigis de l'era de Franco han persistit a Espanya” encara que apunta que "el documental podria exposar la complexitat de la querella internacional amb més claredat. Una cosa són els procediments d'extradició, però la pel·lícula és més confusa a l'hora d'explicar com una jutgessa argentina aconsegueix expedir una ordre d'exhumació a Espanya.” El periodista de The Nation, Stuart Klawans,El periodista de The Nation, Stuart Klawans, es referia al film com “un thriller lúcid, perspicaç i artístic” i destacava que “moltes vegades he qüestionat la idea que les pel·lícules poden canviar el món - fins i tot he rigut - per això tinc l'obligació d'esmentar El Silencio de Otros (...) Ha aconseguit un canvi al món."
El periodista Willy Veleta, en un article d'opinió titulat Tres errores de 'El silencio de otros', considera que el documental conté tres fallades argumentals. El propi mitjà va publicar sota l'article una rèplica dels directors refutant punt a punt cada suposat error i demostrant que els punts eren incorrectes. El periodista Javier Padilla va basar el seu article 'Las mentiras de El silencio de otros' en aquests tres suposats "errors", en el qual també opinava que el documental "no distingeix entre assumptes que mereixen tractaments diferenciats. Fica en el mateix sac els assassinats i tortures de la postguerra, els crims de l'últim franquisme, els canvis de noms dels carrers, el segrest de bebès, Billy el Niño i les fosses comunes."." El crític de cinema Miguel Martín Maestre considerava en un article d'opinió titulat El Cine Impostor. El silencio de otros per la revista Último Cero que la pel·lícula embellia i ficcionava alguns aspectes per a fer-la emotiva i sensiblera. Aitana Vargas, besneta d'una de les víctimes, va publicar en la plataforma online Medium un text dirigit a l'editor de la revista setmanal The New Yorker en resposta a un article publicat sobre la pel·lícula en aquest mitjà en considerar que la informació inclosa i relacionada amb l'exhumació del seu besavi era incompleta i insuficient, encara que ressaltava que apreciava el treball realitzat pels directors d' El silencio de otros.
La pel·lícula ha estat àmpliament secundada pels seus protagonistes, associacions de memòria històrica, querellants, víctimes i supervivents, qui organitzen i participen activament en projeccions i col·loquis d'El Silencio de Otros tant dins com fora d'Espanya, considerant el documental una important eina per a la visibilitat del moviment memorialista. Alguns d'aquests protagonistes i querellants a més han acompanyat als directors a festivals com la Berlinale, Sheffield Doc Fest o SEMINCI i estrenes a París, Toronto, Nova York, Los Angeles o Beirut. També van acudir a la gala dels Premis Goya juntament amb els directors, els qui van dedicar el guardó a “les milers de víctimes i supervivents de la dictadura franquista, les que se'ns han anat i les que lluiten dia a dia, avui, pel seu dret a la justícia i a la veritat”. Horacio Sáinz, un dels protagonistes descrivia el moment en la revista de la Acadèmia de Cinema: “quan la parella de presentadors va cridar “¡El silencio de otros!”, saltem feliços, igual que en altres punts d'Espanya i del món van fer molts milers de dones i homes de totes les edats i procedències que se senten representats per la història que la pel·lícula narra de manera magistral”. Una altra de les protagonistes, Paqui Maqueda, destacava que se sentia “molt orgullosa d'aquest tremend i potent treball, d'aquest bell projecte col·lectiu, d'aquest crit contra la impunitat que suposa el documental”, en un article publicat en el Portal d'Andalusia en el qual enumerava “els motius per les quals personalment i com a activista de la memòria històrica aquesta pel·lícula és mereixedora de quantes distincions i premis se li han atorgat”.
El Silencio de Otros va ser emesa en obert a La 2 d'RTVE el 4 d'abril de 2019 en horari prime time, obtenint una audiència de 951.000 espectadors i convertint-se en el documental més vist de la cadena des de 2014. Després de l'emissió, víctimes, supervivents i querellants van llançar una petició en la plataforma Change.org per a demanar la modificació de la Llei d'Amnistia de 1977 que ja supera les 150.000 signatures.
El Silencio de Otros s'ha estrenat a cinemes dels Estats Units, França, Portugal, Brasil i Espanya, participat en més de 100 festivals (inclòs el festival itinerant mexicà Ambulante creat per Gael García Bernal i Diego Luna), i ha estat projectada en més de 45 països en tots els continents.

## Premis i nominacions
| Any  | Categoria                                                 | Premi / Festival                                                    | País          | Resultat    |
| ---- | --------------------------------------------------------- | ------------------------------------------------------------------- | ------------- | ----------- |
| 2020 | Millor Documental                                         | Premis Emmy                                                         | Estats Units  | Guanyadora  |
| 2020 | Millor Documental Polític                                 | Premis Emmy                                                         | Estats Units  | Guanyadora  |
| 2019 | Millor Pel·lícula Documental                              | Premis Goya                                                         | Espanya       | Guanyadora  |
| 2019 | Millor Pel·lícula Documental                              | Premis Platino                                                      | -             | Guanyadora  |
| 2019 | Millor Pel·lícula Documental                              | Premis Cinematogràfics José María Forqué                            | Espanya       | Guanyadora  |
| 2019 | Millor guió de Llargmetratge Documental                   | ALMA Sindicat de Guionistes                                         | Espanya       | Guanyadora  |
| 2019 | Premi Jurat Jove                                          | XVI Mostra de Cinema i Drets Humans de Saragossa                    | Espanya       | Guanyadora  |
| 2019 | Millor Llargmetratge Documental                           | Premis Oscar                                                        | Estats Units  | Prenominada |
| 2019 | Millor Pel·lícula Documental                              | Premis Feroz                                                        | Espanya       | Nominada    |
| 2019 | Premi Spotlight                                           | Cinema Eye Honors                                                   | Estats Units  | Nominada    |
| 2018 | Premi del públic a Millor Documental (Secció Panorama)    | Festival Internacional de Cinema de Berlín                          | Alemanya      | Guanyadora  |
| 2018 | Premi Cinema per la Pau                                   | Festival Internacional de Cinema de Berlín                          | Alemanya      | Guanyadora  |
| 2018 | Premi del Jurat                                           | Sheffield International Documentary Festival                        | Regne Unit    | Guanyadora  |
| 2018 | Premi Millor Pel·lícula Estrangera de No Ficció           | Traverse City Film Festival                                         | Estats Units  | Guanyadora  |
| 2018 | Número 2 Favorit del públic                               | IDFA, Festival Internacional de Cinema d'Amsterdam                  | Països Baixos | Guanyadora  |
| 2018 | Top 10 Favorits del Públic                                | Hot Docs - Festival Internacional de Documental del Canadà          | Canadà        | Guanyadora  |
| 2018 | Premi de Justícia Social Victor Rabinowitz & Joanne Grant | Festival Internacional de Cinema dels Hamptons                      | Estats Units  | Guanyadora  |
| 2018 | Millor Pel·lícula Documental                              | Festival Internacional de Cinema de Santa Fe                        | Estats Units  | Guanyadora  |
| 2018 | Millor Pel·lícula "Testimoniatge Polític"                 | Festival Internacional de Documental de Jihlava                     | Txèquia       | Guanyadora  |
| 2018 | Esment Especial del Jurat, Documental Creatiu             | Festival Internacional de Cinema i Fòrum de Drets Humans de Ginebra | Suïssa        | Guanyadora  |
| 2018 | Premi del Públic                                          | Festival de Cinema Favourites Berlín                                | Alemanya      | Guanyadora  |
| 2018 | Millor Pel·lícula Documental                              | Festival de Cinema Evolution Mallorca                               | Espanya       | Guanyadora  |
| 2018 | Premi Salvador Allèn                                      | Festival de les Llibertats                                          | Bèlgica       | Guanyadora  |
| 2018 | Premi Federació Internacional de Drets Humans             | Festival de les Llibertats                                          | Bèlgica       | Guanyadora  |
| 2018 | Premi del Públic                                          | Festival de Cinema de Drets Humans Free Zone Belgrad                | Sèrbia        | Guanyadora  |
| 2018 | Millor Llargmetratge Documental                           | Festival Internacional de Cinema de Kobanê                          | Síria         | Guanyadora  |
| 2018 | Premi del Jurat al Millor Documental                      | Festival Internacional de Cinema del Brasil                         | Brasil        | Guanyadora  |
| 2018 | Premi del Públic a la Millor Pel·lícula                   | Festival Internacional de Cinema del Brasil                         | Brasil        | Guanyadora  |
| 2018 | Premi de la Crítica José Carlos Avelar                    | Festival Internacional de Cinema del Brasil                         | Brasil        | Guanyadora  |
| 2018 | Premi Stefan Jarl                                         | Tempo Documentary Festival                                          | Estats Units  | Guanyadora  |
| 2018 | Premi Pare Lorentz                                        | Associació Internacional de Documental                              | Estats Units  | Guanyadora  |
| 2018 | Premi de la Crítica                                       | Festival Internacional de Cinema Polític                            | França        | Guanyadora  |
| 2018 | Millor Pel·lícula Documental                              | Festival Human Rights Wrong Oslo                                    | Finlàndia     | Guanyadora  |
| 2018 | Premi del Público Peter Wintonick                         | Festival Documental de Tessalònica                                  | Grècia        | Guanyadora  |
| 2018 | Millor Pel·lícula Documental                              | Festival de Cinema i Drets Humans de Madrid                         | Espanya       | Guanyadora  |
| 2018 | Esment Especial - Millor Documental                       | Premis Take One                                                     | Estats Units  | Guanyadora  |
| 2018 | Més ben Documental Europeu                                | Premis del Cinema Europeu                                           | Unió Europea  | Nominada    |
| 2018 | Millor Pel·lícula                                         | Associació Internacional de Documental                              | Estats Units  | Nominada    |
| 2018 | Selecció Premi LUX                                        | Premi LUX de Cinema del Parlament Europeu                           | Bèlgica       | Inclosa     |